# 브래드 클리브랜드
브래드 클리브랜드(Brad Cleveland)는 고객 경험, 콜센터, 기술 지원 센터, 소셜 미디어 및 기타 고객 중심 환경에 관심을 갖고 활동하는 저자, 연사이자 컨설턴트이다. 그는 국제 고객 관리 연구소인 ICMI의 두 명의 초기 파트너 중 한 명으로, 창립자 Gordon F. MacPherson, Jr.와 함께 1991년에 그룹에 합류했다. 클리브랜드는 1996년부터 2008년 6월까지 ICMI의 CEO이자, 사장, 최대 주주로 재직했다. 런던에 본사를 둔 United Business Media에 ICMI가 인수될 때까지 회사를 이끌었다. 2021년에 출간된 『Leading the Customer Experience: How to Chart a Course and Deliver Outstanding Results』를 포함한 8권의 책을 집필, 편집하였다. 또, 전 세계 대학과 기업 교육 프로그램에 널리 활용되고 있는 책으로는 『Fast Forward: Succeeding in the New Era of Customer Experience』, 『Contact Center Management』가 있다.
클리브랜드는 CEO로 재직하는 동안, ICMI의 국제적 입지를 확대하고, 업계 회원을 모집하였다. 또, 관리 수준 인증 프로그램을 개발하였고, ACCE 및 Demo 컨퍼런스를 시작하며 출판 및 연구 부서를 확장하였다. 그는 The New York Times  , The Washington Post , The Wall Street Journal, Nerd Wallet  및 NPR의 All Things Considered에 출연했다.
1997년, 클리브랜드는 TEDx에서 "항상 연결된 세상에서 번창하기"라는 제목으로 기술과의 단절에 대해 연설하였다.

## 서지
- 고객 경험 선도: 방향을 설정하고 뛰어난 결과를 얻는 방법, 브래드 클리브랜드 지음(2021). 런던, 코건 페이지 .  .
- 브래드 클리브랜드의 저서 Fast Forward: 고객 경험의 새로운 시대에 성공하기(2019)에 나오는 컨택센터 관리 . 콜로라도 스프링스, ICMI.ISBN 978-0985461133ISBN 978-0985461133 .
- 브래드 클리브랜드가 쓴 '연락센터 관리 용어에 대한 포켓 가이드: 연락센터, 지원센터, 고객 경험 전문가를 위한 필수 참고 자료' (2019)입니다. 콜로라도 스프링스, ICMI.ISBN 978-0985461126ISBN 978-0985461126 .
- TED 강연: 브래드 클리브랜드: "항상 연결된 세상에서 성공하기" ( TED xSunValley, 2016년 11월), 항상 연결된 상태에 있는 것의 저주와 우리 삶의 통제권을 되찾는 방법에 대한 이야기.
- 콜센터 관리: Leitfaden für Aufbau, Organization und Führung von Teleservicecentern (독일어), 작성자: Brad Cleveland, Julia Mayben 및 Günter Greff(2013). 독일, 비스바덴, 가블러 출판사.ISBN 978-3322930071ISBN 978-3322930071 .
- 코르센타마네지먼트 戦略的顧客応対[리論と実践] 콜센터 관리 전략적 고객 서비스 [이론 및 실제] (일본어), 작성자: Brad Cleveland(2008). 도쿄, 파스트프레스.ISBN 978-4904336090ISBN 978-4904336090 .
- 브래드 클리브랜드의 저서 'Fast Forward: Succeeding in Today's Dynamic Customer Contact Environment'(2006)에 실린 콜센터 관리에 대한 글입니다 . 메릴랜드주 애너폴리스, ICMI 출판부.ISBN 978-1932558067ISBN 978-1932558067 .
- 브래드 클리브랜드와 줄리아 메이븐이 1997년에 펴낸 'Fast Forward: Succeeding in Today's Dynamic Customer Contact Environment'에 실린 콜센터 관리에 대한 글입니다 . 메릴랜드주 애너폴리스, 콜센터 프레스.ISBN 978-0965909303ISBN 978-0965909303 .

## 수상
NYC Big Book Award에서  『Leading the Customer Experience: How to Chart a Course and Deliver Outstanding Results』가 최우수 인기 도서로 선정되었다.

## 가족
브래드는 아내 크리스틴과 함께 아이다호주 선밸리에 살고 있다. 그들에게는 그레이스라는 성인 딸이 있으며, 브래드는 캘리포니아주 샌디에이고에 사무실을 두고 있다.